# Mala gospođica Dolittle
Mala gospođica Dolittle (engl. Little Miss Dolittle) je njemački film iz 2018. godine, a premijera u kinu je prikazana u 2019.

## Sinkronizacija
| Ime                      | Njemačka inačica       | Hrvatska inačica |
| ------------------------ | ---------------------- | ---------------- |
| Ljiljana "Lili" Vihorčić | Malu Leicher           | Luna Lastrić     |
| Jakov                    | Aaron Kissiov          | Tomislav Jurčec  |
| Toni                     | Christoph Maria Herbst | Dražen Bratulić  |
| Vihorička Vihorčić       | Peri Baumeister        | Sanja Marin      |
| Evelina Oštrić           | Meret Becker           | Mirela Brekalo   |
| Trixi Goldig             | Felice Ahrens          | Iva Vučković     |
| Bonzai                   | Bürger Lars Dietrich   | Jadran Grubišić  |
| Ivan Vihorčić            | Tom Beck               | Zoran Pribičević |
| Profesor Tezić           | Daniel Wiemer          | Marko Jelić      |
| Kapetanica Crna          | Michelle Monballijn    | Mima Karaula     |
| Policajac Hrvoje Dobrić  | Daniel Zillmann        | Goran Malus      |
| Anton                    | Tim Sander             | Dragan Peka      |
| Berislav Grgica          | Arved Birnbaum         | Ozren Grabarić   |
| Kraljica Ema             | Sabine Arnhold         | Ines Bojanić     |
| Vanessa                  | Aylin Tezel            | Mirta Zečević    |
| Praščić                  | Ben Ersson             | Božo Kelava      |
| Policajac                | Steffen Will           | Željko Šestić    |
| Cvilidreta               | Thomas Nicolai         | Dean Krivačić    |

Ostali glasovi:
- Marija Zovko Kordić
- Neva Serdarević
- Rina Serdarević
- Nola Puškarić
- Lara Puškarić
- Kaja Šiber
- Anja Kanjir
- Ruta Pavelić
- Nikša Pavelić
- Sead Berberović
- Ana Ćapalija
- Dora Jakobović
- Daniel Dizdar

- Prijevod, adaptacija i redatelj dijaloga: Denin Serdarević
- Tonski snimatelj: Gordan Dragić
- Re-recording mixer: Neven Marinac
- Tonska obrada: Livada Produkcija
- Distribucija: 2i Film